# Flaming Star
Flaming Star er en amerikansk farvefilm fra 1960. Filmen, hvis hovedrolle blev spillet af Elvis Presley, blev produceret af David Weisbart på 20th Century Fox og havde Don Siegel som instruktør.
Filmen blev indspillet i perioden 16. august til 4. oktober 1960 og havde premiere samme år den 20. december. Flaming Star var den sjette i en lang række af film med Elvis Presley.
Filmen, hvis manuskript var skrevet af Clair Huffaker og Nunnally Johnson, er baseret på Huffakers roman Flaming Lance fra 1958 og er en typisk western. Den handler om en halvblods-indianer der presses til at vælge side i en blodig konflikt mellem indianerne og de hvide nybyggere.
Den danske titel på Flaming Star var Flammende stjerne.

## Musik
Flaming Star var den første Presley-film der ikke havde en LP- eller EP-udgivelse tilknyttet. Dette skete igen i 1961 med Wild in the Country og blev det normale for de sidste af Presleys film.
Sangen "Flaming Star" er titelmelodi til filmen og indsunget af Elvis Presley den 7. oktober 1960. Den er skrevet af Sid Wayne og Sherman Edwards.
Udover titelmelodien blev der kun sunget en enkelt sang i filmen. Det var "Cane And A High Starched Collar", en komposition af Sid Tepper og Roy C. Bennett, indspillet 8. august 1960 i Hollywood. Samme dag blev sangen "Britches" indspillet til filmen, men blev ikke brugt. Den er skrevet af Sid Wayne og Sherman Edwards og blev udsendt første gang på LP'en Elvis – A Legendary Performer – vol. 3 der udkom november 1979.

## Andet
Andy Warhol's berømte farvetryk af Elvis Presley som cowboy er lavet over et af stillbillederne fra filmen.